# Sunsari (dystrykt)

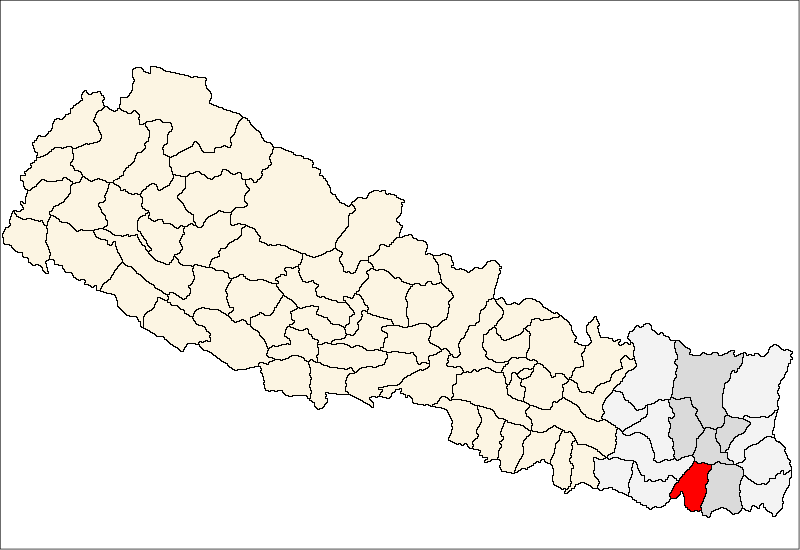
Dystrykt Sunsari

Dystrykt Sunsari (nep. सुनसरी) – jeden z siedemdziesięciu pięciu dystryktów Nepalu. Leży w strefie Kośi. Dystrykt ten zajmuje powierzchnię 1257 km², w 2011 r. zamieszkiwało go 763 487 ludzi. Stolicą jest Inaruwa.